# 交通信号優先システム
交通信号優先システム（こうつうしんごうゆうせんシステム、TSP; Transit Signal Priority）は、公共交通機関（バスや路面電車）や緊急車両などの優先を図るための交通信号の制御システムである。前者の例に公共車両優先システム（PTPS）、後者の例に現場急行支援システム（FAST）がある。

## バス優先信号
交通信号優先システムの典型例がバス優先信号である。
バス優先信号は交差点に接近するバスを検知し、そのバスが赤信号で待つ時間を可能な限り短くなるようにする信号制御システムである。

### 技術
バス優先信号には以下のような技術がある。
- 赤短縮

バスの交差点での待ち時間が短くなるよう赤信号から青信号に早く切り替える。
- 青延長

バスが交差点を待たずに通過できるよう青信号を延長する。
- 青短縮

バスが交差点内に入って右折待ちをしている場合に青信号を短縮する。
その他、バスの運行速度に合わせて信号機を順次切り替えていく方法など各種の方式が組み合わされる。

### 採用例

#### オランダ
オランダではバス優先レーンだけを交差点のより手前に来るように設置し、バスがいつでも先頭で待てるようにすることで一般車よりも早く発進できるようにする方式が取り入れられている。

#### 日本
日本では1993年（平成5年）から既設のバスロケーションシステムを用いた公共輸送機関優先システムの整備が始まり、バス優先の信号制御等が行われるようになった。
1995年度（平成7年度）には公共車両優先システム（Public Transportation Priority System ; PTPS）が北海道札幌市に初めて整備され、1996年（平成8年度）4月から運用が開始された。以後、全国各地に普及している。
なお、公共車両優先システム（PTPS）とは別のシステムとして、パトカーや救急車などの緊急車両の通行を感知して信号機を優先制御して現場急行をサポートするシステムに現場急行支援システム（FAST）がある。都内などではあまり使われていない。